# Feuerspringer

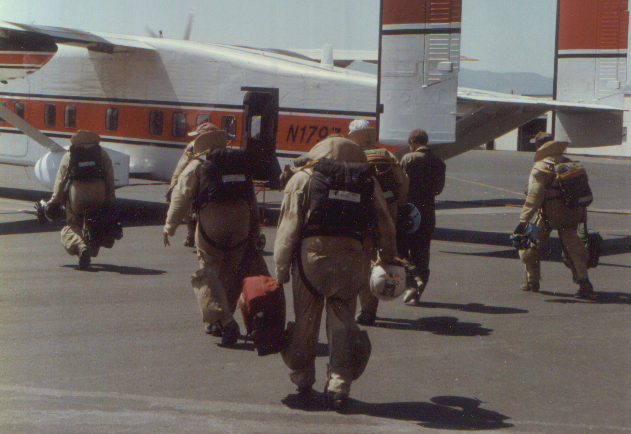
Feuerspringer beim Boarding (Idaho)

Feuerspringer sind Schnelleinsatz- und Vorauseinheiten der Feuerwehr, die bei Wald- und Flurbränden mit Fallschirmen über dem Brandgebiet abspringen und mit primitivsten Mitteln die Brandbekämpfung einleiten. Zum Eigenschutz führen sie ein „Iglu“ mit sich, das im Falle eines Überrollens durch das Feuer aufgebaut wird und als Schutzgebäude verwendet werden kann. Es widersteht Temperaturen bis zu 900 °C.
Sie operieren besonders in den ausgedehnten Wäldern der USA (Smokejumper) und Kanadas oder der Taiga Sibiriens (Awialessoochrana). In diesen Regionen ist die Zugangsmöglichkeit bodengebundener Einsatzkräfte nur eingeschränkt oder zunächst überhaupt nicht möglich, so dass diese Einheiten aus speziellen Flugzeugen möglichst nahe an der Brandstelle abspringen, um von dort zu Fuß weiterzukommen. Die Brandbekämpfung wird dann mit Wildland Tools aufgenommen, wobei es sich primär um kleine Handpumpen, Spaten und Sägen handelt. Der Einsatz von Hubschraubern zur Luftanlandung kann nur bis zu einer eng begrenzten Reichweite erfolgen; das Transportflugzeug hat eine größere Reichweite und ist kostengünstiger.

## Trivia
- Der US-amerikanische Spielfilm Die Feuerspringer von Montana mit Richard Widmark zeigt semidokumentarisch die Arbeit der Feuerspringer im Einsatz.
- Nicholas Evans („Der Pferdeflüsterer“) hat ein gleichnamiges Buch über die Feuerspringer in Montana veröffentlicht.
- Norman Maclean beschrieb das Feuer und die nachfolgende Katastrophe im Mann Gulch so exakt, dass der amerikanische Organisationspsychologe Karl E. Weick diese Beschreibung zu einer bekannten Analyse über das Sensemaking verwendete.[2]